# سياسة الطاقة في الولايات المتحدة

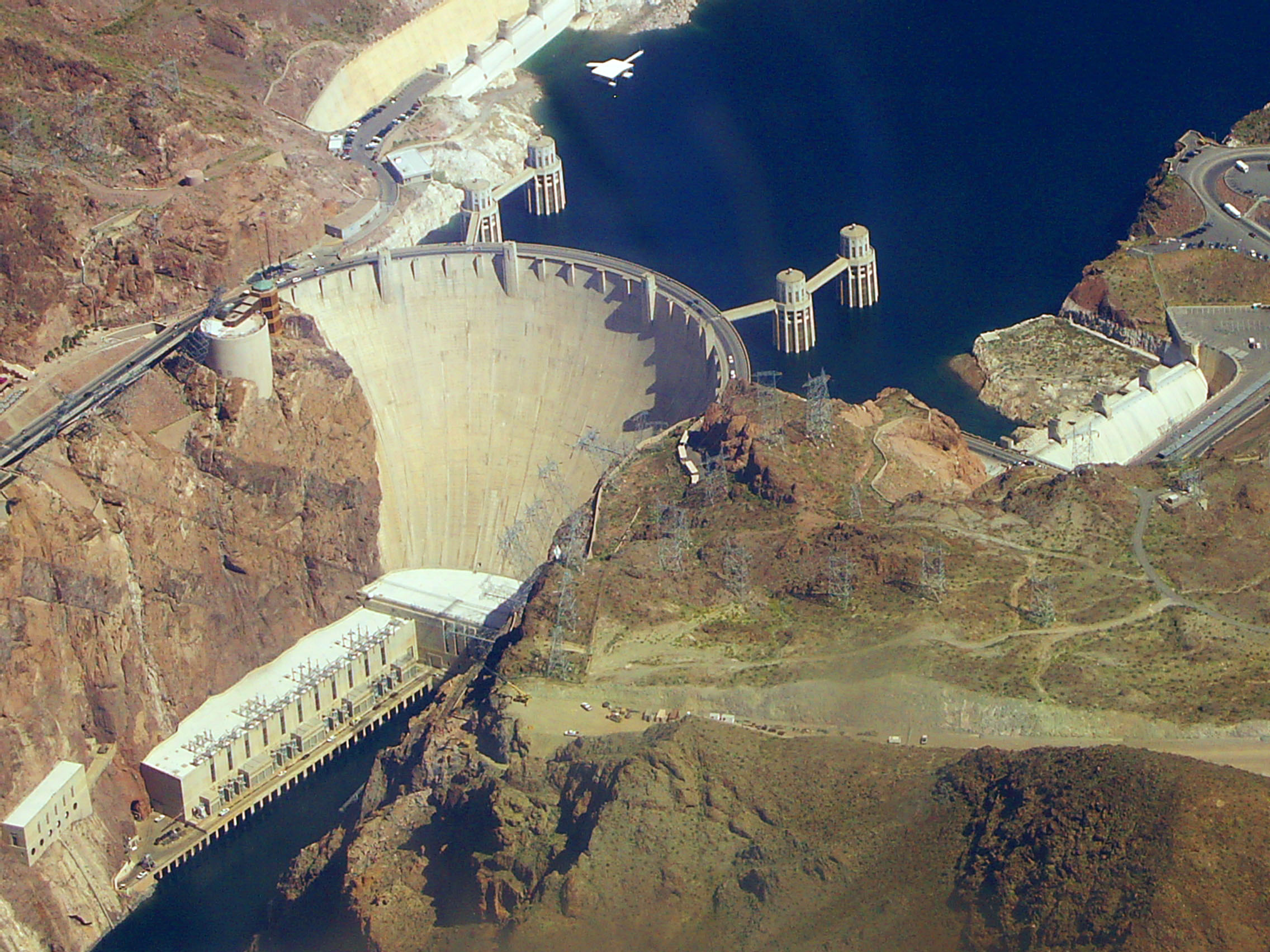
سد هوفر

سياسة الطاقة في الولايات المتحدة تُحدد من قبل الهيئات الفيدرالية والمحلية وضمن الولايات. وتتناول قضايا إنتاج الطاقة وتوزيعها واستهلاكها وطرق استخدامها، مثل قوانين البناء ومعايير المسافة المقطوعة وسياسات التنقل. ويمكن معالجة سياسة الطاقة من خلال التشريعات واللوائح وقرارات المحاكم والمشاركة العامة وغيرها من الأساليب.
جرى إقرار قوانين سياسة الطاقة الفيدرالية في الأعوام 1974، و1992، و2005، و2007، و2008، و2009، و2020، و2021، و2022، على الرغم من ظهور السياسات المتعلقة بالطاقة في العديد من مشاريع القوانين الأخرى. وترتبط سياسات الطاقة الحكومية والمحلية عادة بمعايير الكفاءة و/أو النقل.
تعرضت سياسات الطاقة الفيدرالية منذ أزمة النفط عام 1973 لانتقادات بسبب عقلية الأزمة المزعومة، وتعزيز الحلول السريعة باهظة الثمن والحلول الفردية التي تتجاهل حقائق السوق والتكنولوجيا.
يشكل الأمريكيون أقل من 5% من سكان العالم، لكنهم يستهلكون 26% من طاقة العالم لإنتاج 26% من الناتج الصناعي العالمي. وسمحت تقنيات مثل التصديع المائي والحفر الأفقي للولايات المتحدة في عام 2014 بأن تصبح أكبر منتج للوقود الأحفوري للنفط في العالم. وفي عام 2018 تجاوزت صادرات الولايات المتحدة وارداتها من الفحم والغاز الطبيعي والنفط الخام والمنتجات النفطية، لتحقق درجة من الاستقلال في مجال الطاقة لأول مرة منذ عقود. وفي النصف الثاني من عام 2019 كانت الولايات المتحدة أكبر منتج للنفط والغاز في العالم. وقد انتهى فائض الطاقة هذا في عام 2020.
وقد حاولت مجموعات متعددة الجنسيات وضع أهداف وجداول زمنية للطاقة وغيرها من السياسات المتعلقة بالمناخ، مثل اتفاقية كيوتو لعام 1997، واتفاق باريس للمناخ عام 2015.

## التاريخ
في الأيام الأولى للجمهورية سمحت سياسة الطاقة بالاستخدام المجاني للأخشاب القائمة للتدفئة والصناعة. وقدمت الرياح والمياه الطاقة لمهام مثل طحن الحبوب. وفي القرن التاسع عشر أصبح الفحم مستخدمًا على نطاق واسع. وتحول زيت الحيتان إلى زيت للمصابيح. وجرت تجزئة غاز الفحم لاستخدامه في الإضاءة وغاز المدينة. واستُخدم الغاز الطبيعي لأول مرة في أمريكا للإضاءة عام 1816. وقد زادت أهميته خاصة بالنسبة لتوليد الكهرباء، لكن إنتاج الغاز الطبيعي في الولايات المتحدة بلغ ذروته في عام 1973، وارتفع سعره بشكل ملحوظ منذ ذلك الحين.
لقد وفر الفحم الجزء الأكبر من احتياجات الولايات المتحدة من الطاقة حتى القرن العشرين. واحتوت معظم المنازل الحضرية على صندوق للفحم وفرن يعمل بالفحم. وعلى مر السنين حلت أفران الوقود النفطي محل الفحم، والتي كانت أسهل وأكثر أمانًا في التشغيل.
منذ أوائل أربعينيات القرن العشرين دخلت الحكومة الأمريكية وصناعة النفط في تعاون متبادل المنفعة للسيطرة على موارد النفط العالمية. وبحلول عام 1950 تجاوز استهلاك النفط استهلاك الفحم. وقد أدى النفط الوفير في كاليفورنيا وتكساس وأوكلاهوما، وكذلك في كندا والمكسيك، إلى جانب تكلفته المنخفضة وسهولة النقل وكثافة الطاقة العالية واستخدامه في محركات الاحتراق الداخلي، إلى زيادة استخدامه.
بعد الحرب العالمية الثانية حلت مراجل تسخين النفط محل مواقد الفحم على طول الساحل الشرقي. وحلت قاطرات الديزل محل المحركات البخارية التي تعمل بالفحم؛ وهيمنت محطات توليد الطاقة التي تعمل بالنفط؛ وحلت الحافلات التي تعمل بحرق النفط محل عربات الترام الكهربائية، واشترى المواطنون سيارات تعمل بالبنزين. وساعدت طرق إنترستيت السريعة بين الولايات في جعل السيارات هي الوسيلة الرئيسية للنقل الشخصي. ومع زيادة واردات النفط انجذبت السياسة الخارجية الأمريكية إلى سياسات الشرق الأوسط، سعيًا إلى الحفاظ على إمدادات ثابتة من النفط من خلال إجراءات مثل حماية الممرات البحرية في الخليج العربي.
كانت الطاقة الكهرمائية أساسًا لإدخال نيكولا تسلا لشبكة الكهرباء الأمريكية، بدءًا من شلالات نياجارا في نيويورك عام 1883. ولا تزال الكهرباء المولدة من السدود الكبرى مثل مشروع سلطة وادي تينيسي، وسد كولي الكبير، وسد هوفر تنتج بعضًا من الكهرباء الأقل سعرًا (0.08 دولار/كيلوواط ساعة). وأدى إمداد الكهرباء إلى الريف إلى توصيل خطوط الكهرباء إلى العديد من المناطق.
جرى فرض حد أقصى للسرعة الوطنية وهو 55 ميلًا في الساعة (88 كم / ساعة) في عام 1974 (وجرى إلغاؤه في عام 1995) للمساعدة في تقليل الاستهلاك. كما سُنت معايير متوسط الاقتصاد في استهلاك الوقود للشركات (المعروفة أيضًا باسم سي إيه إف إي) في عام 1975 وشددت تدريجيًا بمرور الوقت لإجبار الشركات المصنعة على تحسين عدد الكيلومترات المقطوعة للمركبة. وفُرض التوقيت الصيفي على مدار العام في عام 1974 ثم ألغي في عام 1975. وأُسس احتياطي البترول الاستراتيجي للولايات المتحدة في عام 1975.
جرى سن برنامج مساعدة معالجة مقاومة العوامل الجوية في عام 1977. في المتوسط تعمل معالجة مقاومة العوامل الجوية منخفضة التكلفة على تقليل فواتير التدفئة بنسبة 31٪ وفواتير الطاقة الإجمالية بمقدار 358 دولارًا سنويًا بأسعار عام 2012. وإن زيادة كفاءة الطاقة والإنفاق على العوامل الجوية لها عائد مرتفع على الاستثمار.
في 4 أغسطس عام 1977 وقع الرئيس جيمي كارتر على قانون تنظيم وزارة الطاقة لعام 1977 (بّي يو بي أي 95-91، 91 ستيت 565، صدر في 4 أغسطس 1977)، والذي أنشأ وزارة الطاقة الأمريكية (قامت الوكالة الجديدة، التي بدأت عملياتها في الأول من أكتوبر عام 1977، بتوحيد إدارة الطاقة الفيدرالية، وإدارة بحوث الطاقة والتنمية، ولجنة الطاقة الفيدرالية، وبرامج العديد من الهيئات الأخرى. ثم عُيّن وزير الدفاع السابق جيمس شليسنجر سكرتيرًا أول، والذي خدم في عهد الرئيسين نيكسون وفورد خلال حرب فيتنام.
في 30 يونيو عام 1980 أصدر الكونغرس قانون أمن الطاقة الذي أعاد تفويض قانون الإنتاج الدفاعي لعام 1950 ومكنه من تغطية إمدادات الطاقة المحلية. كما ألزم الحكومة الفيدرالية بتعزيز وإصلاح الاحتياطي البترولي الاستراتيجي، والوقود الحيوي، والكهرباء الحرارية الأرضية، ومنع الأمطار الحمضية، والطاقة الشمسية، وتسويق الوقود الاصطناعي. وجرت إعادة تفويض قانون الإنتاج الدفاعي مرة أخرى في عام 2009، مع التعديلات التي تتطلب من الحكومة الفيدرالية تعزيز الطاقة المتجددة، وكفاءة الطاقة، وتحسين الشبكات ومنشآت تخزين الشبكات من خلال مشترياتها الدفاعية.
قدمت الحكومة الفيدرالية إعانات دعم أكبر بكثير للوقود الأحفوري مقارنة بمصادر الطاقة المتجددة في الفترة 2002-2008. وبلغ إجمالي الدعم للوقود الأحفوري نحو 72 مليار دولار خلال فترة الدراسة، وهي تكلفة مباشرة يتحملها دافعو الضرائب. وبلغ إجمالي الدعم للوقود المتجدد 29 مليار دولار خلال نفس الفترة.
وفي بعض الحالات استخدمت الولايات المتحدة سياسة الطاقة لتحقيق أهداف دولية أخرى. ادعى ريتشارد هاينبرغ أن وثيقة وكالة المخابرات المركزية (سي أي إيه) التي رفعت عنها السرية أظهرت أن الولايات المتحدة استخدمت أسعار النفط كوسيلة ضغط ضد اقتصاد الاتحاد السوفيتي من خلال العمل مع المملكة العربية السعودية خلال إدارة ريغان لإبقاء أسعار النفط منخفضة، وبالتالي تقليل قيمة صناعة تصدير النفط في الاتحاد السوفيتي.
تناول قانون سياسة الطاقة لعام 2005 (إي بّي إيه) ما يلي: (1) كفاءة استخدام الطاقة؛ (2) الطاقة المتجددة؛ (3) النفط والغاز؛ (4) الفحم؛ (5) الطاقة القبلية؛ (6) الأمور النووية؛ (7) المركبات ووقود المحركات، بما في ذلك الإيثانول؛ (8) الهيدروجين؛ (9) الكهرباء؛ (10) حوافز ضريبية على الطاقة؛ (11) الطاقة الكهرمائية والطاقة الحرارية الأرضية؛ (12) تكنولوجيا تغير المناخ. كما بدأ القانون برنامج ضمان القروض التابع لوزارة الطاقة.
قدم قانون استقلال وأمن الطاقة لعام 2007 التمويل للمساعدة في تحسين قوانين البناء، وحظر بيع المصابيح المتوهجة لصالح مصابيح الفلورسنت ومصابيح ليد (ثنائي باعث للضوء) ويتضمن أيضًا تمويلًا لزيادة الألواح الضوئية، وبرنامج تكييف الهواء بالطاقة الشمسية، وإنشاء منحة كفاءة الطاقة والمحافظة عليها، وتعيين معيار سي إيه إف إي إلى 35 ميلًا في الغالون بحلول عام 2020.